# بلا حدود (برنامج)
بلا حدود برنامج حواري أسبوعي سياسي يناقش أهم قضايا الساعة ويستضيف خبراء ومسؤولين وصناع قرار. كان يقدمه الإعلامي المصري أحمد منصور على قناة الجزيرة، ويتناول مشاكل دولية وعربية وإسلامية مع ضيف واحد. والآن أصبح الإعلامي اللبناني جلال شهدا من يقدمه حتى الآن.

## الحلقات

### في سنة 2022
| الضيف               | معلومات عنه                                | جنسيته   | الخلاصة والمواضيع | الصحفي             | تاريخ بث اللقاء                         | المصادر       |
| ------------------- | ------------------------------------------ | -------- | --- | ------------------ | --------------------------------------- | ------------- |
| أمينة جباروفا       | نائبة وزير الخارجية الأوكراني              | أوكرانيا | قالت أمينة جباروفا النائب الأول لوزير الخارجية الأوكراني إن قرار الرئيس الروسي فلاديمير بوتين الاعتراف بالأقاليم الانفصالية جريمة بحق أوكرانيا، وخطابه بهذا الشأن “شنيع”، وبلادنا تعيش وضعا سيئا.     | جلال شهدا          | يوم الأربعاء 23 فبراير/شباط 2022        | [ 2 ] [ 3 ]   |
| عبد الله ديوب       | وزير خارجية مالي                           | مالي     | قال وزير خارجية جمهورية مالي عبد الله ديوب إن وقف فرنسا عملية برخان أثر على الأوضاع الأمنية، وأوضح أنهم طالبوا باريس بمراجعة بنود الاتفاق معها بما يناسب سيادة البلاد وحقوقها.                        | جلال شهدا          | يوم الأربعاء 16 فبراير/شباط 2022        | [ 4 ] [ 5 ]   |
| فياتشيسلاف نيكونوف  | نائب رئيس لجنة الشؤون الدولية بمجلس الدوما | روسيا    | أكد فيشيسلاف نيكونوف، نائب رئيس لجنة الشؤون الدولية بمجلس الدوما الروسي أن الأميركيين يستهدفون روسيا من وراء ما أسماه افتعال أزمة أوكرانيا، ونفى وجود تجهيزات روسية للقيام بهجوم عسكري ضد أوكرانيا.   | جلال شهدا          | يوم الأربعاء 9 فبراير/شباط 2022         | [ 6 ] [ 7 ]   |
| البروفيسور علي فطوم | خبير في علم الأوبئة                        | فلسطين   | حذّر خبير اللقاحات الأستاذ بجامعة ميشيغان، البروفيسور علي فطوم من أن الخطورة ما زالت واردة بشأن فيروس كورونا ومتحوراته، وشدد على أن التطعيم قضية أساسية، لكنه قلّل من أهمية الجرعتين الرابعة والخامسة.  | جلال شهدا          | يومالأربعاء 2 فبراير/شباط 2022          | [ 8 ] [ 9 ]   |
| سميرة الشواشي       | النائبة الأولى لرئيس البرلمان التونسي      | تونس     | قالت النائبة الأولى لرئيس البرلمان التونسي المعلق سميرة الشواشي إن منع التظاهر خلال ذكرى الثورة كان لأسباب سياسية وليس صحية كما أعلن الرئيس قيس سعيد وحكومته، وإن الهدف هو تعطيل رمزية الثورة.        | جلال شهدا          | يوم الأربعاء 26 يناير/كانون الثاني 2022 | [ 10 ] [ 11 ] |
| محمد الفكي سليمان   | عضو مجلس السيادة السوداني السابق           | السودان  | قال عضو مجلس السيادة السوداني السابق محمد الفكي سليمان إن قوى الحرية والتغيير تعمل في الوقت الحالي مع كل المكونات المدنية على تشكيل البرلمان، الذي سيمثل كل القوى السياسية في البلاد بعيدا عن العسكر. | زين العابدين توفيق | يوم الأربعاء 12 يناير/كانون الثاني 2022 | [ 12 ] [ 13 ] |
| نور الدين نباتي     | وزير المالية التركي                        | تركيا    | قال وزير المالية والخزانة التركي نور الدين نباتي إن جهات أجنبية لم يسمها شنت حملة على تركيا، مما ساهم في ارتفاع سعر الصرف بشكل عرضي.                                                                  | زين العابدين توفيق | يوم الأربعاء 5 يناير/كانون الثاني 2022  | [ 14 ] [ 15 ] |

### في سنة 2021
| الضيف             | معلومات عنه                                                                         | جنسيته    | الخلاصة والمواضيع | الصحفي             | تاريخ بث اللقاء                          | المصادر       |
| ----------------- | ----------------------------------------------------------------------------------- | --------- | --- | ------------------ | ---------------------------------------- | ------------- |
| خالد المشري       | رئيس المجلس الأعلى للدولة بليبيا                                                    | ليبيا     | حمّل رئيس المجلس الأعلى للدولة بليبيا خالد المشري عدم إجراء الانتخابات الليبية بموعدها الذي كان مقررا في الـ24 من الشهر الجاري، لما سماه انعدام الحد الأدنى من التوافق بين الليبيين.                    | زين العابدين توفيق | يوم الأربعاء 29 ديسمبر/كانون الأول 2021  | [ 16 ] [ 17 ] |
| رائد صلاح         | رئيس الحركة الإسلامية في الداخل الفلسطيني                                           | فلسطين    | قال رئيس الحركة الإسلامية في الداخل الفلسطيني الشيخ رائد صلاح إنه تعرض للسجن الانفرادي طوال 17 شهرا في السجن التابع للاحتلال الإسرائيلي.                                                               | زين العابدين توفيق | يوم الأربعاء 22 ديسمبر/كانون الأول 2021  | [ 18 ] [ 19 ] |
| جياني إنفانتينو   | رئيس الاتحاد الدولي لكرة القدم                                                      | سويسرا    | قال رئيس الاتحاد الدولي كرة القدم “فيفا” (FIFA) جياني إنفانتينو إن تنظيم مونديال العرب 2021 الجاري حاليا مذهل، مؤكدا أن كأس العالم المرتقب في قطر سيكون الأفضل على الإطلاق.                            | جلال شهدا          | يوم الأربعاء 15 ديسمبر/كانون الأول 2021  | [ 20 ] [ 21 ] |
| مصطفى شنطوب       | رئيس البرلمان التركي                                                                | تركيا     | قال رئيس البرلمان التركي مصطفى شنطوب إن الليرة التركية تتعرض لتلاعب متعمّد من قبل جهات خارجية لم يسمّها، مشددا على قدرة بلاده على التغلب على هذا التلاعب وإعادة الاقتصاد التركي أقوى مما كان.            | جلال شهدا          | يوم الأربعاء 8 ديسمبر/كانون الأول 2021   | [ 22 ] [ 23 ] |
| أحمد عوض بن مبارك | وزير الخارجية اليمني                                                                | اليمن     | اتهم وزير الخارجية اليمني أحمد عوض بن مبارك مليشيا الحوثي المدعومة من إيران برفض الجلوس على طاولة الحوار قبل تسليم الحكومة الشرعية اليمنية المدعومة دوليا محافظة مأرب لهم.                             | جلال شهدا          | يوم الأربعاء 1 ديسمبر/كانون الأول 2021   | [ 24 ] [ 25 ] |
| أحمد الميسري      | وزير الداخلية اليمني                                                                | اليمن     | قال نائب رئيس الوزراء وزير الداخلية اليمني السابق أحمد الميسري إن الانسحاب من الساحل الغربي لليمن خدمة مجانية من جانب القوات المشتركة بقيادة العميد طارق صالح لمصلحة الحوثيين.                         | جلال شهدا          | يوم الأربعاء 24 نوفمبر/تشرين الثاني 2021 | [ 26 ] [ 27 ] |
| عصام الشابي       | الأمين العام للحزب الجمهوري التونسي                                                 | تونس      | قال الأمين العام للحزب الجمهوري التونسي عصام الشابي إن قرارات الرئيس التونسي قيس سعيّد كانت إجابة خاطئة لأزمة سياسية حقيقية كانت تعيشها تونس قبل هذه القرارات.                                          | جلال شهدا          | يوم الأربعاء 17 نوفمبر/تشرين الثاني 2021 | [ 28 ] [ 29 ] |
| سلاماويت كاسا     | وزيرة الدولة الإثيوبية                                                              | إثيوبيا   | اتهمت وزيرة الدولة في مكتب الاتصال الحكومي الإثيوبي سلاماويت كاسا الجبهة الشعبية لتحرير تيغراي بالسعي لتفكيك إثيوبيا، ونفت وجود وساطات سرية بينها وبين الحكومة، مشددة على الحل الأفريقي.               | جلال شهدا          | يوم الأربعاء 11 نوفمبر/تشرين الثاني 2021 | [ 30 ] [ 31 ] |
| خميس خنجر         | رئيس تحالف عزم في العراق                                                            | العراق    | قال رئيس تحالف عزم في العراق خميس خنجر إن إعادة الانتخابات البرلمانية في البلاد محل نقاش بين كتل الأحزاب، و”نسعى للوصول إلى حل وسط يجيب على أسئلة الشارع العراقي والكتل السياسية”.                     | جلال شهدا          | يوم الأربعاء 3 نوفمبر/تشرين الثاني 2021  | [ 32 ] [ 33 ] |
| موكول بولا        | مدير برنامج مكافحة الأمراض المزمنة بالأمم المتحدة                                   | سويسرا    | قال موكول بولا المؤسس والرئيس التنفيذي لبرنامج الشراكة لمكافحة الأمراض المزمنة في معهد الأمم المتحدة للتدريب والبحث إن الأمراض المزمنة تحصد حياة نحو 40 مليون شخص سنويا في أنحاء العالم.               | زين العابدين توفيق | يوم الأربعاء 27 أكتوبر/تشرين الأول 2021  | [ 34 ] [ 35 ] |
| غازي وزني         | وزير المالية اللبناني السابق                                                        | لبنان     | قال وزير المالية اللبناني السابق غازي وزني إن التدقيق الجنائي الذي ستقوم به شركة “ألفاريز آند مارسال” سيمر بسلاسة، كونه أثناء توليه منصب وزير المالية عمل على تذليل الصعوبات.                          | فدى باسيل          | يوم الأربعاء 20 أكتوبر/تشرين الأول 2021  | [ 36 ] [ 37 ] |
| كمال الخطيب       | رئيس لجنة الحريات في لجنة المتابعة العليا داخل فلسطين                               | فلسطين    | قال الشيخ كمال الخطيب، رئيس لجنة الحريات المنبثقة عن لجنة المتابعة في الداخل الفلسطيني، إن تطبيع الأنظمة العربية لعلاقاتها مع الاحتلال الإسرائيلي شجّع هذا الأخير على المضي في مخططاته لتدنيس الأقصى.   | زين العابدين توفيق | يوم الأربعاء 13 أكتوبر/تشرين الأول 2021  | [ 38 ] [ 39 ] |
| كلير ديلي         | عضو البرلمان الأوروبي، نائبة رئيس مجموعة العلاقات مع أفغانستان في البرلمان الأوروبي | أيرلندا   | قالت كلير ديلي عضو البرلمان الأوروبي ونائبة رئيس مجموعة العلاقات مع أفغانستان في البرلمان الأوروبي إنه يجب إعطاء الأولوية للأزمة الإنسانية في أفغانستان، مشددة على أن طالبان أصبحت أمرا واقعا.         | جلال شهدا          | يوم الأربعاء 6 أكتوبر/تشرين الأول 2021   | [ 40 ] [ 41 ] |
| آيرين خان         | مقررة الأمم المتحدة المعنية بحرية الرأي والمعلومات                                  | بنغلاديش  | اتهمت المقررة الخاصة للأمم المتحدة المعنية بتعزيز وحماية حرية التعبير والحصول على المعلومات إيرين خان الحكومات بالسعي إلى توسيع القيود والرقابة على حرية تعبير وحق الحصول المعلومات.                   | جلال شهدا          | يوم الأربعاء 29 سبتمبر/أيلول 2021        | [ 42 ] [ 43 ] |
| خالد عمر يوسف     | وزير شؤون مجلس الوزراء السوداني                                                     | السودان   | قال وزير شؤون مجلس الوزراء السوداني خالد عمر يوسف إن اتهامات رئيس مجلس السيادة عبد الفتاح البرهان ونائبه محمد حمدان حميدتي للمكون المدني غير مقبولة، وتستكمل التسلسل الزمني لمحاولة الانقلاب الفاشلة.  | جلال شهدا          | يوم الأربعاء 22 سبتمبر/أيلول 2021        | [ 44 ] [ 45 ] |
| المنصف المرزوقي   | الرئيس التونسي الأسبق                                                               | تونس      | أكد الرئيس التونسي الأسبق المنصف المرزوقي أن الرئيس الحالي قيس سعيّد يشكل خطرا على البلاد ويقودها للكارثة والإفلاس، داعيا سعيّد إلى الاستقالة، أو إقالته لأنه كاذب وغير شرعي، بحسب وصفه.                 | جلال شهدا          | يوم الأربعاء 15 سبتمبر/أيلول 2021        | [ 46 ] [ 47 ] |
| ذبيح الله مجاهد   | وكيل وزارة الإعلام والمتحدث بإسم طالبان                                             | أفغانستان | قال وكيل وزارة الإعلام في حكومة تصريف الأعمال الأفغانية ذبيح الله مجاهد إن موضوع مشاركة المرأة في الحكومة لم يحسم بعد، مشددا على أنه لا مكان في الحكم الجديد للمسؤولين السابقين المتورطين بشبهات فساد. | جلال شهدا          | يوم الأربعاء 8 سبتمبر/أيلول 2021         | [ 48 ] [ 49 ] |
| نطونيو فيتورينو   | المدير العام للمنظمة الدولية للهجرة                                                 | البرتغال  | قال المدير العام للمنظمة الدولية للهجرة أنطونيو فيتورينو إن الهجرة ظاهرة طبيعية ولذلك تعمل المنظمة في أماكن الكوارث الإنسانية، ويتم التركيز على أن الهجرة مرتبطة بازدهار الدول المتقدمة.               | جلال شهدا          | يوم الأربعاء 25 أغسطس/آب 2021            | [ 50 ] [ 51 ] |
| أحمد نجيب الشابي  | رئيس الهيئة السياسية لحزب “أمل”                                                     | تونس      | قال رئيس الهيئة السياسية لحزب “أمل” التونسي أحمد نجيب الشابي إن الفصل 80 بريء من الإجراءات التي اتخذها الرئيس التونسي قيس سعيّد، لكونه ينص على أن البرلمان يبقى في حال انعقاد دائم.                     | جلال شهدا          | يوم الأربعاء 11 أغسطس/آب 2021            | [ 52 ] [ 53 ] |
| سالم المسلط       | رئيس الائتلاف الوطني لقوى الثورة والمعارضة السورية                                  | سوريا     | حدد رئيس الائتلاف الوطني لقوى الثورة والمعارضة السورية سالم المسلط أولويات الائتلاف خلال المرحلة المقبلة، وكشف عن رؤية سياسية جديدة يجري العمل عليها، واستبعد أن يتمكن النظام من السيطرة على درعا.     | جلال شهدا          | يوم الأربعاء 4 أغسطس/آب 2021             | [ 54 ] [ 55 ] |
| علي فطوم          | خبير في علم الأوبئة                                                                 | فلسطين    | نفى خبير اللقاحات علي فطوم وجود نسبة تحدد مناعة القطيع، لأن فكرتها تقوم على وجود مجموعة صغيرة في المجتمع تحمل الفيروس ولا تكون قادرة على نقل العدوى لغيرها.                                            | جلال شهدا          | يوم الأربعاء 21 يوليو/تموز 2021          | [ 56 ]        |
| خليل التفكجي      | خبير خرائط مدينة القدس                                                              | فلسطين    | استعرض خبير خرائط مدينة القدس خليل التفكجي أقدم خارطة للمدينة تعود إلى فترة الحكم البيزنطي لكنها لم تكن تحتوي على حدود الحرم القدسي، وكما أوضح حدود المسجد الأقصى وفقا لما رسمتها الدولة العثمانية.    | جلال شهدا          | يوم الأربعاء 14 يوليو/تموز 2021          | [ 57 ]        |
|                   |                                                                                     |           | |                    |                                          |               |
|                   |                                                                                     |           | |                    |                                          |               |
|                   |                                                                                     |           | |                    |                                          |               |
|                   |                                                                                     |           | |                    |                                          |               |
|                   |                                                                                     |           | |                    |                                          |               |
|                   |                                                                                     |           | |                    |                                          |               |
|                   |                                                                                     |           | |                    |                                          |               |
|                   |                                                                                     |           | |                    |                                          |               |
|                   |                                                                                     |           | |                    |                                          |               |
|                   |                                                                                     |           | |                    |                                          |               |

## عناوين الحلقات

### 2001

#### ديسمبر / كانون الأول
عنوان الحلقة والتاريخ: الأزمات النفسية التي يسببها الاحتلال للعراقيين 5\5\2004
1 أحداث أميركا وأثرها على المستقبل السياسي للسعودية 26/12/2001
2 المستقبل السياسي لأفغانستان بعد طالبان 12/12/2001
3 دور الأنظمة في انتشار التطرف والإرهاب 05/12/2001

#### نوفمبر / تشرين الثاني
عنوان الحلقة والتاريخ:
4 المخطط الأميركي لاستهداف العراق بعد أفغانستان وحقيقته 28/11/2001
وكان ضيف الحلقة هو  نائب رئيس الجمهورية العراقية
5 مستقبل أفغانستان بعد انتصار تحالف الشمال 21/11/2001
6 أبعاد الحملة الأميركية على المؤسسات المالية الإسلامية 14/11/2001
7 التغطية الإعلامية للضربات الأميركية على أفغانستان 07/11/2001

#### أكتوبر / تشرين الأول
عنوان الحلقة والتاريخ:
8 ماليزيا ودول الجوار والحملة الأميركية على أفغانستان 31/10/2001
9 إيران والحرب الأميركية ضد أفغانستان 24/10/2001
10 مستقبل باكستان والحكومة العسكرية 17/10/2001
11 دور الاستخبارات في الحرب الأميركية 10/10/2001
12 دور باكستان في الحرب الأميركية على أفغانستان 03/10/2001

#### سبتمبر / أيلول
عنوان الحلقة والتاريخ:
13 أهداف الحرب الأميركية على الإرهاب 26/09/2001
14 ما بعد الهجمات على الولايات المتحدة 19/09/2001
15 احتجاجات وتساؤلات أثارها عبد الرحمن البيضاني 12/09/2001
16 لقاء مع الرئيس اليمني علي عبد الله صالح 05/09/2001

#### أغسطس / آب
عنوان الحلقة والتاريخ:
17 موقف العراق من التصعيد الأميركي البريطاني الأخير 29/08/2001
18 العرب وتحديات العولمة 22/08/2001
19 دعم الغرب للمنتديات وجماعات حقوق الإنسان في سوريا 15/08/2001
20 أسباب ظاهرة هجرة العقول العربية إلى الغرب 08/08/2001
21 تفاصيل الانقلاب على الديمقراطية في الجزائر 01/08/2001

#### يوليو / تموز
عنوان الحلقة والتاريخ:
22 الصورة المشوهة للعرب والمسلمين لدى الغربيين 25/07/2001
23 النفوذ الصهيوني في الولايات المتحدة 18/07/2001
24 الصراع بين البربر والحكومة الجزائرية 11/07/2001
25 أبعاد الصراع على السلطة في ماليزيا 04/07/2001

#### يونيو / حزيران
عنوان الحلقة والتاريخ:
26 إغلاق حزب الفضيلة وأثره على الاستقرار السياسي في تركيا 27/06/2001
27 مستقبل الأزمة بين حماس والأردن 20/06/2001
28 أبعاد الصراع السياسي في إندونيسيا 13/06/2001
29 مستقبل التحولات السياسية في دول الخليج 06/06/2001

#### مايو / آيار
عنوان الحلقة والتاريخ:
30 دور المرأة الفلسطينية في الانتفاضة 30/05/2001
31 ثورة البربر والفساد السياسي في الجزائر 23/05/2001
32 ذكرى النكبة.. وضعف التعاطف مع قضية فلسطين 16/05/2001
33 مستقبل العلاقة بين الحكومة والمعارضة في السودان 09/05/2001
34 معوقات الاستثمار في العالم العربي 02/05/2001

#### أبريل / نيسان
عنوان الحلقة والتاريخ:
35 الحياة السياسية في الكويت ودول الخليج 25/04/2001
36 العلاج بالطاقة - الجزء الثاني 18/04/2001
37 العلاج بالطاقة والشفاء بدون أدوية 11/04/2001
38 حماس والسلطة الفلسطينية وحكومة شارون 04/04/2001

#### مارس / آذار
عنوان الحلقة والتاريخ:
39 موقع العرب ومكانتهم في عصر ثقافة المعلومات 28/03/2001
40 الأسباب الحقيقية لانهيار وإغلاق تلفزيون لبنان 21/03/2001
41 مستقبل السلطة الفلسطينية في ظل حكومة شارون 14/03/2001
42 مستقبل السلطة الفلسطينية في ظل حكومة شارون 14/03/2001
43 مستقبل التحالف السياسي الحاكم في اليمن 07/03/2001

#### فبراير / شباط
عنوان الحلقة والتاريخ:
44 مستقبل الصراع على السلطة في السودان 28/02/2001
45 أزمة التعليم في العالم العربي ومخاطرها على مستقبل الأمة 21/02/2001
46 المذابح في الجزائر 14/02/2001
47 الآثار المدمرة لليورانيوم المنضب 07/02/2001

#### يناير / كانون الثاني
عنوان الحلقة والتاريخ:
48 الاختراق الإسرائيلي لدول الخليج والجزيرة العربية 31/01/2001
49 المسرح العربي والسياسة 24/01/2001
50 مستقبل السياسة الأمريكية تجاه الشرق الأوسط 17/01/2001
51 المستقبل السياسي للإخوان المسلمين في مصر 10/01/2001
52 الغزو الثقافي الغربي وتأثيره على العالم العربي 03/01/2001

### 2002

#### ديسمبر / كانون الأول
عنوان الحلقة التاريخ 
1 المسيحية والصهيونية والاختراق الصهيوني للمسيحية 25/12/2002
2 آثار ضرب العراق الاقتصادية وأوضاع الفلسطينيين المأساوية 18/12/2002
3 الحملة الأميركية الإسرائيلية على مسلسل فارس بلا جواد 11/12/2002
4 الطب الحديث واستخدام الغذاء 04/12/2002

#### نوفمبر / تشرين الثاني
عنوان الحلقة التاريخ 
5 المخطط الإسرائيلي للهيمنة والتوسع حتى عام 2020 ج2 27/11/2002
6 المخطط الإسرائيلي للهيمنة والتوسع حتى عام 2020 20/11/2002
7 الاستغلال الأميركي لهجمات 11 سبتمبر 13/11/2002
8 الآثار المدمرة لليورانيوم المنضب 06/11/2002

#### أكتوبر / تشرين الأول
عنوان الحلقة التاريخ 
9 الاختراق الإسرائيلي لأفريقيا ومخاطره على الأمن القومي العربي 30/10/2002
10 المخطط الأميركي الجديد تجاه الدول العربية والإسلامية 23/10/2002
11 سياسة قطر الخارجية 16/10/2002
12 الهيمنة الصهيونية على الكونغرس والإدارة الأميركية 09/10/2002
13 ردود الفعل على شهادة يوسف ندا 02/10/2002

#### سبتمبر / أيلول
عنوان الحلقة التاريخ
14 مأساة الأسرى الفلسطينيين في سجون إسرائيل 25/09/2002
15 مستقبل الهيمنة الأميركية على العالم بعد أحداث سبتمبر 18/09/2002
16 الضربة الأميركية للعراق ومستقبل الشرق الأوسط 04/09/2002

#### أغسطس / آب
عنوان الحلقة التاريخ 
17 ملاحقة الصهيونية للإعلام العربي بتهمة معاداة السامية 28/08/2002
18 أحداث سبتمبر وآثارها على المسيحيين العرب 21/08/2002
19 أسباب حملة الكراهية الغربية للإسلام والمسلمين 14/08/2002
20 التنمية الإنسانية في البلاد العربية 07/08/2002

#### يوليو / تموز
عنوان الحلقة التاريخ 
21 ردود الفعل على شهادة الطاهر بلخوجة 31/07/2002
22 التوازن الإستراتيجي ومستقبل الصراع العربي الإسرائيلي 24/07/2002
23 ثورة يوليو وحركات التحرر في العالم العربي 17/07/2002
24 الموقف الشعبي من الحملات الأميركية على السعودية 10/07/2002
25 الذكرى الأربعون لاستقلال الجزائر 03/07/2002

#### يونيو / حزيران
عنوان الحلقة التاريخ 
26 مستقبل القيادة الفلسطينية في ظل المطالب بتغييرها 26/06/2002
27 الدور الريادي المفقود لمصر في المنطقة العربية 19/06/2002 المستشار طارق البشري
28 الوسائل القانونية لمواجهة الانتهاكات الأميركية 12/06/2002
29 قضايا الحريات وحقوق الإنسان في سوريا 05/06/2002

#### مايو / آيار
عنوان الحلقة التاريخ 
30 جرائم إسرائيل ضد الشعب الفلسطيني 29/05/2002
31 الاستفتاء على تعديل الدستور في تونس 22/05/2002
32 مستقبل العمليات الاستشهادية وحركات المقاومة الفلسطينية 15/05/2002
33 حركة ناطوري كارتا والصهيونية 01/05/2002

#### أبريل / نيسان
عنوان الحلقة التاريخ 
34 الموقف الأوروبي من قضية فلسطين 24/04/2002
35 السياسة البريطانية وقضايا الشرق الأوسط 17/04/2002
36 أهداف حرب الإبادة ضد الشعب الفلسطيني 10/04/2002
37 المخطط الإسرائيلي الأميركي لتصفية السلطة الفلسطينية 03/04/2002

#### مارس / آذار
عنوان الحلقة التاريخ 
38 القمة العربية وقضايا الأمة المصيرية 27/03/2002
39 الأزمة الاقتصادية في مصر ودور رجال الأعمال فيها 20/03/2002
40 مشاركة بريطانيا في الحملة الأميركية على العراق 13/03/2002
41 دور اللوبي الصهيوني في التأثير على القرار الأميركي 06/03/2002

#### فبراير / شباط
عنوان الحلقة التاريخ 
42 الهجمة الأميركية الغربية على الدول الإسلامية 27/02/2002
43 اللاجئون الفلسطينيون وحق العودة 20/02/2002
44 المخطط الأميركي للهيمنة على دول العالم 13/02/2002
45 أثر الانتفاضة الفلسطينية على بنية المجتمع الإسرائيلي 06/02/2002

#### يناير / كانون الثاني
عنوان الحلقة التاريخ 
46 أزمة الثقافة العربية 30/01/2002
47 الحملة الغربية على الشعوب والحكومات العربية والإسلامية 23/01/2002
48 أسباب الحملة الأميركية على السعودية 16/01/2002
49 الانتهاكات الأميركية لحقوق الإنسان في أفغانستان 09/01/2002
50 التهديدات الهندية الأميركية لباكستان وقضية كشمير 02/01/2002

### 2003

#### ديسمبر / كانون الأول
عنوان الحلقة التاريخ 
1 إستراتيجية الولايات المتحدة تجاه دول المنطقة ج1 31/12/2003
2 مستقبل حماس في ذكرى انطلاقتها السادسة عشرة 24/12/2003
3 جرائم حرب الاحتلال وموقف القانون الدولي منها 17/12/2003
4 ردود الفعل على شهادة سعد الدين الشاذلي 10/12/2003
5 مستقبل المشروع النووي الإيراني 03/12/2003

#### نوفمبر / تشرين الثاني
عنوان الحلقة التاريخ 
6 مستقبل الإمبراطورية الأميركية 26/11/2003
7 الإعجاز العلمي لمكة المكرمة 19/11/2003
8 الحلول المقترحة لإخراج الجزائر من الأزمة 12/11/2003
9 مطالب دعاة الإصلاح في السعودية 05/11/2003

#### أكتوبر / تشرين الأول
عنوان الحلقة التاريخ 
10 الإعجاز العلمي والطبي للصيام 29/10/2003
11 الإصلاحات السياسية في السعودية في ظل الضغوط الأميركية 22/10/2003
12 مهام الحكومة الفلسطينية الجديدة ومستقبلها 15/10/2003
13 مستقبل الهوية والشخصية العربية في ظل الضغوط الأميركية 08/10/2003
14 ردود الفعل على شهادة أحمد أبو صالح 01/10/2003

#### سبتمبر / أيلول
عنوان الحلقة التاريخ 
15 أسباب العنف والإرهاب الذي تمارسه إسرائيل 24/09/2003
16 مستقبل السلطة الفلسطينية في حالة طرد عرفات 17/09/2003
17 مستقبل المسلمين في الغرب بعد أحداث سبتمبر 10/09/2003
18 الحكومة العراقية الجديدة والعلاقات الخارجية 03/09/2003

#### أغسطس / آب
عنوان الحلقة التاريخ 
19 موقف المعارضة من الضغوط الأميركية على سوريا 20/08/2003
20 المقاومة العراقية وتأثيرها على المخطط الأميركي ودول المنطقة 13/08/2003
21 حالة العجز والإحباط في المجتمع العربي 06/08/2003

#### يوليو / تموز
عنوان الحلقة التاريخ 
22 مشكلة البطالة في العالم العربي 30/07/2003
23 ردود الفعل على شهادة صلاح عمر العلي 23/07/2003
24 واقع العالم العربي ومستقبل اليمن 16/07/2003
25 مستقبل حكومة بلير في ظل احتلال العراق 09/07/2003
26 مستقبل الأمم المتحدة وهيمنة أميركا على القرار الدولي 02/07/2003

#### يونيو / حزيران
عنوان الحلقة التاريخ 
27 أزمة المرجعية العلمية والتنافس بين قم والنجف 25/06/2003
28 مستقبل منظمة الدول المصدرة للنفط (أوبك) 18/06/2003
29 مستقبل النفط العراقي في ظل الاحتلال الأميركي 11/06/2003
30 المستقبل السياسي للعراق والمخطط الأميركي للمنطقة 04/06/2003

#### مايو / آيار
عنوان الحلقة التاريخ 
31 ردود الفعل على شهادة شفيق الحوت 28/05/2003
32 الأمراض الجديدة التي سببتها الأسلحة المستخدمة في أفغانستان 21/05/2003
33 رؤية الحركة الإسلامية لمستقبل العراق تحت الاحتلال الأميركي 14/05/2003

#### مارس / آذار
عنوان الحلقة التاريخ 
34 الدمار المرتقب لاستخدام اليورانيوم في الحرب على العراق 19/03/2003
35 موقف العراق من الإنذار الأميركي البريطاني الأخير 12/03/2003
36 قرار تركيا منع نشر القوات الأميركية 05/03/2003

#### فبراير / شباط
عنوان الحلقة التاريخ 
37 الاتفاق التركي الأميركي حول العراق 26/02/2003
38 النفط العراقي ومكانته في الحرب المحتملة 19/02/2003
39 الأهداف الإستراتيجية للحرب الأميركية المرتقبة ضد العراق 12/02/2003
40 موازين الإدارة الأميركية تجاه العراق وكوريا الشمالية 05/02/2003

#### يناير / كانون الثاني
عنوان الحلقة التاريخ 
41 السياسة التركية تجاه المخطط الأميركي الجديد للمنطقة 29/01/2003
42 أبعاد الموقف الأوروبي من الحرب الأميركية على العراق 22/01/2003
43 الأسلحة الأميركية المرتقب استخدامها في العراق 15/01/2003
44 ردود الفعل على شهادة أحمد بن بيلا 08/01/2003
45 مستقبل الصحافة العربية في ظل انتشار الفضائيات 01/01/2003

### 2004

#### ديسمبر / كانون الأول
عنوان الحلقة التاريخ 
1 الفساد والبطالة في العالم العربي 29/12/2004
2 أنور إبراهيم ورؤيته للوضع في ماليزيا 22/12/2004
3 ردود الفعل على شهادة حسين الشافعي 15/12/2004
4 التغيرات المرتقبة في العالم الإسلامي 08/12/2004
5 الفيلم الوثائقي.. غرفة التحكم 01/12/2004

#### نوفمبر / تشرين الثاني
عنوان الحلقة التاريخ 
6 التغيرات الكبرى القادمة في العراق وفلسطين 24/11/2004
7 العلاقات النمساوية العربية 10/11/2004

#### أكتوبر / تشرين الأول
عنوان الحلقة التاريخ 
9 الذكرى الخمسون للثورة الجزائرية 27/10/2004
10 الإعجاز العلمي للصيام 20/10/2004
11 النواب البريطانيون وحقوق الفلسطينيين 13/10/2004
12 الإحباط لدى الشباب العربي 06/10/2004

#### سبتمبر / أيلول
عنوان الحلقة التاريخ 
13 المطالب الأميركية من الدول العربية 29/09/2004
14 رؤية الإسرائيليين لمستقبل دولتهم 22/09/2004
15 أسباب أزمة دارفور 15/09/2004
16 ردود الفعل على شهادة أحمد جبريل 08/09/2004
17 ردود الفعل على شهادة أحمد جبريل 08/09/2004
18 أسس المصالحة بين عرفات ودحلان 01/09/2004

#### أغسطس / آب
عنوان الحلقة التاريخ 
19 إصلاح المناهج الدراسية في البلاد العربية 25/08/2004
20 إدارة الأزمات العربية وسبل معالجتها 18/08/2004
21 الأوضاع السياسية والأمنية في العراق 11/08/2004
22 الحضور العربي بمعرض فرانكفورت الدولي للكتاب 04/08/2004

#### يوليو / تموز
عنوان الحلقة التاريخ 
23 السياسة والتعبير بالموسيقى 28/07/2004
24 حقوق الإنسان في العالم العربي 21/07/2004
25 السينما والصراع العربي الإسرائيلي 14/07/2004
26 نصير شمة وعلاقة موسيقاه بقضايا الأمة 07/07/2004

#### يونيو / حزيران
عنوان الحلقة التاريخ 
27 الأوضاع الصحية للعراقيين والفلسطينيين في ظل الاحتلال 30/06/2004
28 مستقبل الأمن والاستقرار في الخليج العربي 23/06/2004
29 الغذاء الملوث 16/06/2004
30 العلماء العرب 09/06/2004
31 صمت عالمي إزاء ما يواجهه الفلسطينيون 02/06/2004

#### مايو / آيار
عنوان الحلقة التاريخ 
32 واقع الاقتصاد العراقي ومستقبله 26/05/2004
33 القمة العربية.. تأخر انعقادها والآمال المعقودة عليها 19/05/2004
34 الأزمة بين جماعات العنف والسلطة السعودية 12/05/2004
35 الأزمات النفسية التي يسببها الاحتلال للعراقيين 05/05/2004

#### أبريل / نيسان
عنوان الحلقة التاريخ 
36 اللغة العربية وأثرها على وحدة الأمة 28/04/2004
37 ردود الفعل على شهادة فريد عبد الخالق 21/04/2004
39 معركة بغداد وسقوط النظام العراقي ح2 14/04/2004
40 معركة بغداد وسقوط النظام العراقي ح1 07/04/2004

#### مارس / آذار
عنوان الحلقة التاريخ 
41 الأكراد بعد عام من الحرب على العراق 31/03/2004
42 استنساخ البرامج الغربية وفرضها على العرب ح2 10/03/2004
43 استنساخ البرامج الغربية وفرضها على العرب ح1 03/03/2004

#### فبراير / شباط
عنوان الحلقة التاريخ 
44 دعم الشركات العالمية لإسرائيل 25/02/2004
45 أثر تغيير المناهج على هوية الأمة 18/02/2004
46 السنة في العراق وحاضرهم تحت الاحتلال 11/02/2004
47 مشروع أميركي يرسم خريطة جديدة للشرق الأوسط 04/02/2004

#### يناير / كانون الثاني
عنوان الحلقة التاريخ
48 إستراتيجية المخططات الأميركية في العراق 21/01/2004
49 أسباب انتشار العنف والتطرف والتكفير 14/01/2004
50 إستراتيجية الولايات المتحدة تجاه دول المنطقة ج2 07/01/2004.

## أنظر أيضا
- فوق السلطة

## وصلات خارجية
- صفحة بلا حدود  على فيسبوك.